# Андрейчева, Елена
Елена Андрейчева (Elena Andreicheva) — английский продюсер документального кино украинского происхождения, лауреат премии «Оскар».
Родилась в 1984 году в Киеве.
В 1995 году переехала в Великобританию. Окончила школу-интернат для девочек в Оксфорде и Лондонский императорский колледж: бакалавриат по физике (2005) и магистратуру документальной журналистики (2006).
С 2006 года работала на BBC журналистом-исследователем, затем стала фрилансером. Сотрудничала с различными продюсерскими компаниями.
Была продюсером вышедшего в 2019 году 39-минутного документального фильма Learning to Skateboard in a Warzone (If You’re a Girl) («Научиться кататься на скейтборде в зоне боевых действий (если ты девчонка)»). В нём рассказывается, как афганские девочки в Кабуле учатся ездить на скейтборде, а заодно — читать, писать, правильно поступать в разных жизненных ситуациях.
За эту картину вместе с её директором Кэрол Дайзингер (Carol Dysinger) в 2020 году получила премию «Оскар» — за лучший документальный короткометражный фильм, и Премию BAFTA в номинации «Лучший короткометражный фильм».
Также работала над фильмами:
- Стейси Дули расследует (Stacey Dooley Investigates). 2009, сериал. Помощник продюсера и продюсер.
- Кодекс мафии: Взгляд изнутри (Inside the Gangsters Code), мини-сериал, 2013. Продюсер (1 эпизод).
- Мир, каким его видит мистер О’ Нейл (The World According to Mr O' Neil). 2013. Продюсер.
- Murder in Enchanted Hills. TV Movie. 2013. 1 час 24 мин. Продюсер.
- Корпорация наркотиков (Drugs, Inc.), сериал. Продюсер (2 эпизода, 2014—2015).
- Polish Go Home, 2016. Директор.

Ассистент директора, Ребекки Маршалл, при создании документального фильма «Лес во мне» (The Forest in Me) об Агафье Лыковой (2015-2024).